# Daley Blind
Daley Blind (Amesterdão, 9 de março de 1990) é um futebolista neerlandês que atua como volante, lateral ou zagueiro. Atualmente joga no Girona. Joga também pela Seleção Neerlandesa de Futebol. Ele é filho do antigo defensor do Amsterdamsche Football Club Ajax e ex-treinador da seleção nacional dos Países Baixos Danny Blind.

## Carreira

### Ajax

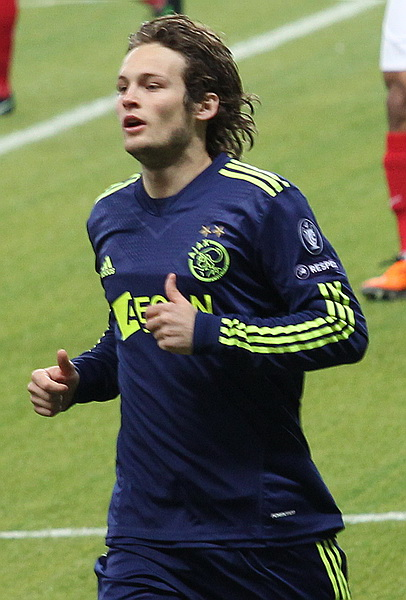
Daley Blind com o Ajax, em 2011.

Blind começou sua carreira nas categorias de base do clube de sua cidade, AFC Ajax; o mesmo clube onde seu pai Danny se consolidou como um jogador. Ele assinou seu primeiro contrato profissional com dezessete anos de idade amarrando-o ao clube até Julho de 2010.
No dia 7 de Dezembro de 2008, Blind fez sua estreia no time principal do Ajax numa partida fora de casa contra o FC Volendam. Em Dezembro de 2008, ele renovou seu contrato com o clube até 2013.

### Empréstimo ao Groningen
Em janeiro de 2010, ele chegou ao Groningen em um empréstimo que duraria o resto da temporada 2009-2010, durante a janela de transferências de inverno. Nesse clube, Blind foi principalmente usado como lateral direito.

### De volta do empréstimo
Durante a temporada 2013-14, De Boer moveu Blind de volta à sua posição natural de meio-campista e assim ele foi eleito o Futebolista Holandês do Ano, com o Ajax conquistando o quarto título consecutivo da liga.

### Manchester United

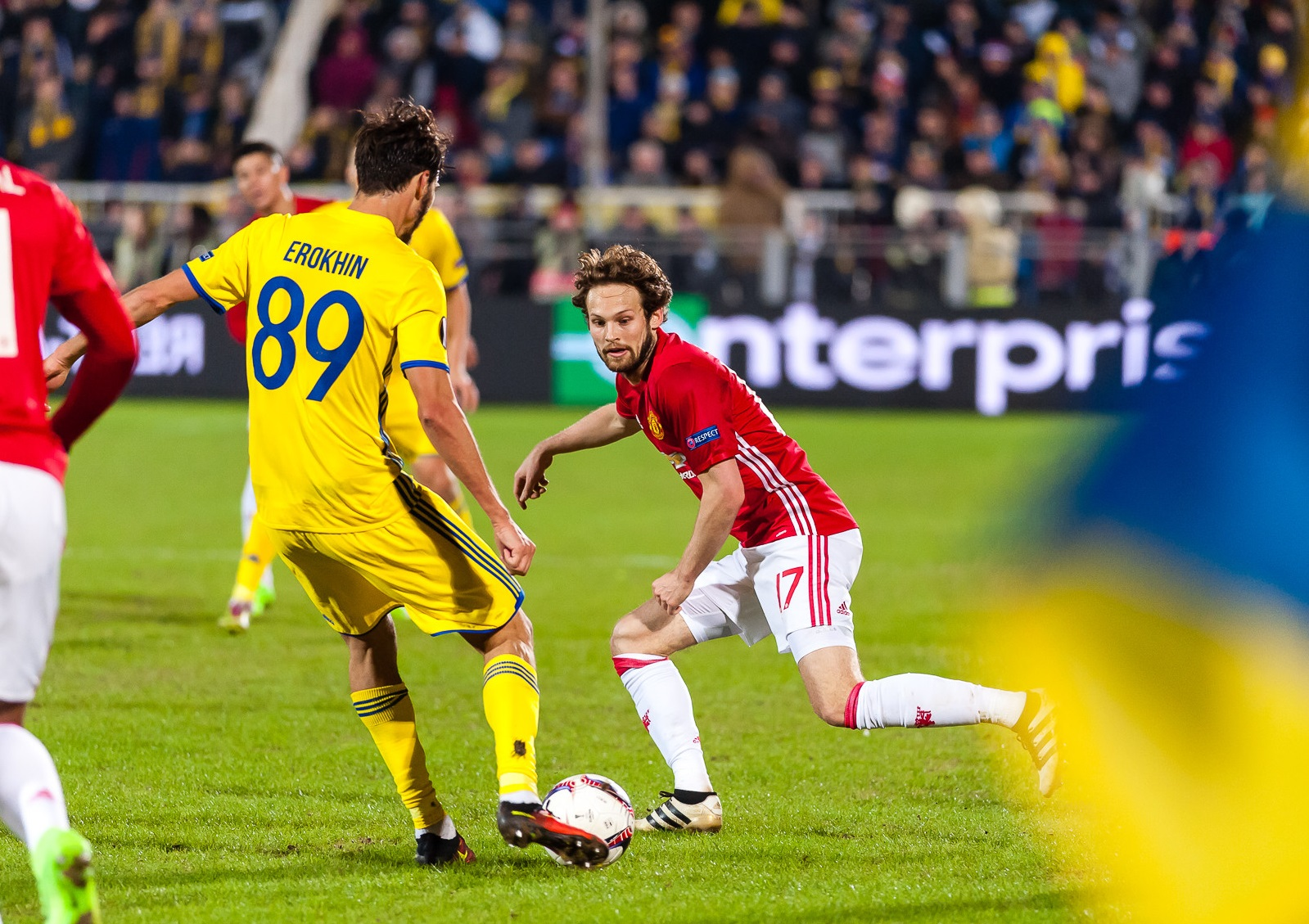
Blind jogando pelo Manchester United em 2017

Em 2 de setembro de 2014 foi contratado pelo Manchester United por quatro temporadas pelo valor de quatorze milhões de libras. No dia 14 de setembro seguinte fez sua estreia pelos Red Devils, na vitória por 4 a 0 sobre o Queens Park Rangers em Old Trafford.Em 20 de outubro, marcou seu primeiro gol com a nova camisa, no empate em 2 a 2 no West Bromwich.Terminoua temporada como titular na equipe atuando como zagueiro.
Em 24 de maio de 2017, conquistou seu primeiro troféu internacional, graças à vitória do Manchester United por 2 a 0 sobre o Ajax, seu ex-clube, na final da Liga Europa.Ainda em 2017, no jogo da Liga dos Campeões vencido por 2-0 frente ao Benfica, marcou o seu primeiro golo em competições europeias.[carece de fontes?]

### Retorno ao Ajax
Em julho de 2018, o Manchester United e o Ajax anunciaram que concordaram com a transferência de Blind para retornar ao Ajax por um contrato de quatro anos e uma taxa de € 16 milhões com complementos condicionais.
Dia 16 de dezembro de 2018, foi histórico para Blind já que marcou seu primeiro hat-trick, em uma vitória por 8 a 0 sobre o De Graafschap em casa, enquanto jogava como zagueiro.
Em 27 de julho de 2019, Blind marcou o gol decisivo na vitória por 2 a 0 sobre o PSV Eindhoven pela Supercopa dos Países Baixos.
Em agosto de 2020, Blind desmaiou durante um amistoso de pré-temporada e deveria fazer exames médicos antes de retornar ao treinamento.
Em 27 de dezembro de 2022, Blind e Ajax rescindiram mutuamente seu contrato e Blind deixou o clube como agente livre.
PSV kan niet overtuigen, effectief Ajax pakt Johan Cruijff Schaal - Omroep  Brabant

### Bayern de Munique
Após sair do Ajax, assinou sem custos com os bávaros em janeiro de 2023.
A passagem de Blind pelo time bávaro não foi produtiva. Em seis meses na Alemanha, ele realizou apenas cinco jogos sendo campeão alemão e não teve o contrato renovado.

### Girona
No dia 7 de julho de 2023, foi anunciado como novo reforço do Girona.

## Seleção Nacional
Estreou pela Seleção Neerlandesa principal em 6 de fevereiro de 2013 ante a Itália. Foi convocado e atuou como titular na Copa do Mundo FIFA de 2014. Após o bom desempenho no mundial assumiu de vez a titularidade e se tornou "dono" da posição. Entre suas principais qualidades estão os desarmes, o que o faz um excelente defensor, além de sua habilidade no passe, fazendo dele também um homem surpresa na hora de atacar e um dos responsáveis por levar a bola da defesa para o ataque.
Anunciou a aposentadoria de sua seleção em 14/8/2024, em postagem feita em suas redes sociais. 
" Foi uma honra vestir a camisa laranja 108 vezes, para mim, isso é a coisa mais alta que pode ser alcançada como jogador: representar seu país. Durante onze anos fiz tudo o que pude para continuar vestindo aquela linda camisa laranja. Me trouxe tantos, tantos momentos lindos. Eu prezo isso. Uma nova geração talentosa está surgindo e depois de uma boa conversa com o técnico, é hora de me concentrar totalmente no clube e na minha família. Mais uma vez, foi uma grande honra! Foram grandes anos, obrigado treinadores, funcionários, companheiros de equipe e é claro, a legião Orange! Vou sentir saudades de vocês. Obrigado a todos." Disse Blind, em sua postagem nas redes sociais anunciando sua aposentadoria.

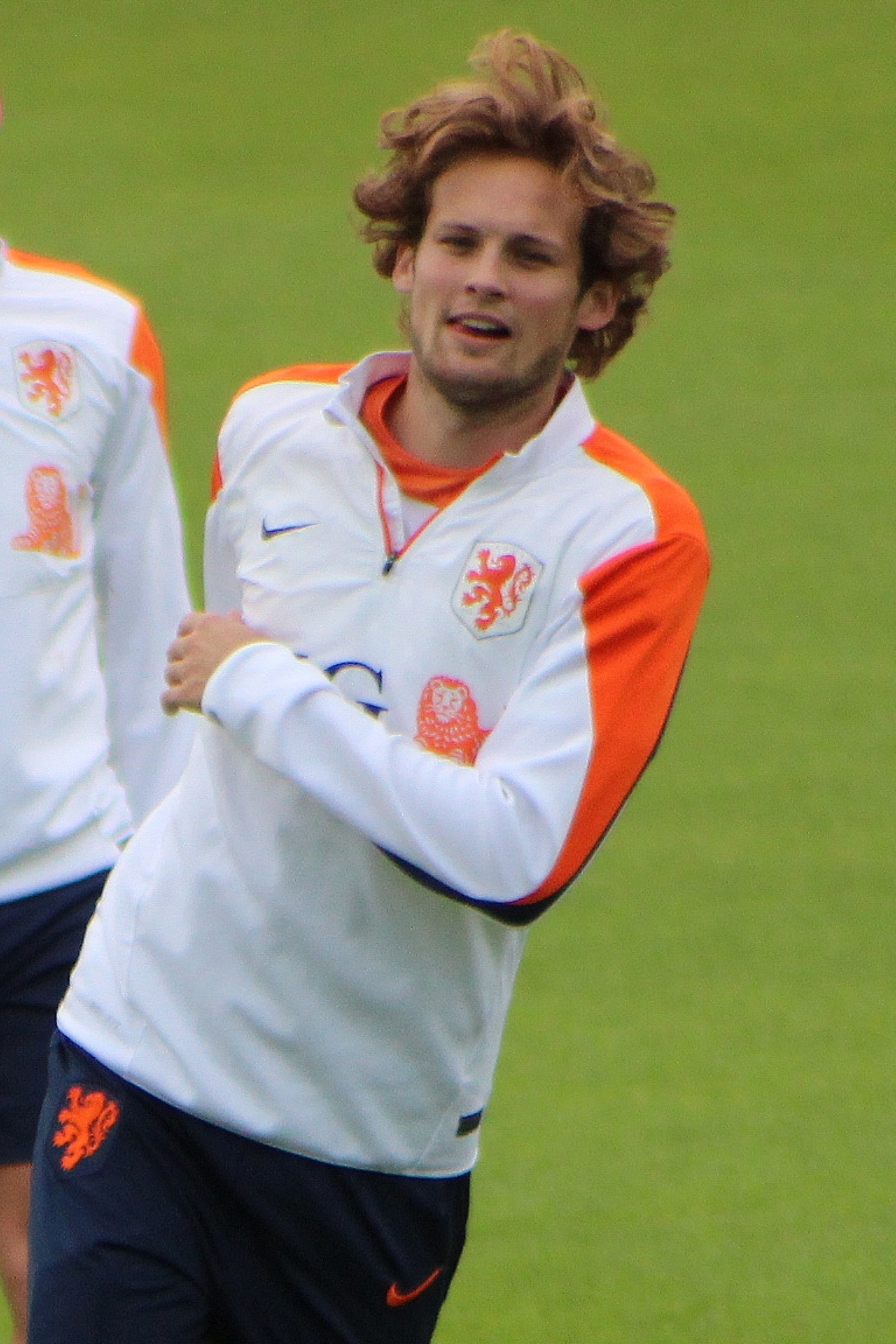
Blind com a camisa da Seleção Holandesa

## Títulos
Ajax
- Campeonato Neerlandês: 2010–11, 2011–12, 2012–13, 2013–14, 2018–19, 2020–21
- Supercopa dos Países Baixos: 2013, 2019
- Copa dos Países Baixos: 2018–19, 2020–21

Manchester United
- FA Cup: 2015–16[20]
- FA Community Shield: 2016
- League Cup: 2016–17
- Liga Europa da UEFA: 2016–17

Bayern de Munique
- Campeonato Alemão: 2022–23

### Prêmios individuais
- Equipe do torneio da Liga das Nações da UEFA: 2018–19[21]
- Equipe ideal da Eredivisie: 2012–13, 2013–14, 2018–19